# Durio dulcis
Durio dulcis là một loài thực vật có hoa trong họ Cẩm quỳ. Loài này được Odoardo Beccari mô tả khoa học đầu tiên năm 1889. Loài này có ở Indonesia (Kalimantan) và Malaysia (Sabah, Sarawak).